# Sabujo alemão
Sabujo alemão[Nota] (em alemão:  Deutsche Bracke) ou, de acordo com a CBKC, braco alemão, é uma raça canina oriunda da Alemanha. Foi desenvolvida nas montanhas alemães, onde caçava de lebres a javalis. Seus exemplares são considerados hábeis farejadores, inclusive por sua perícia em farejar pistas frescas, o que os tornava excelentes na busca por cervos feridos, por exemplo. Animal de porte médio, tem os membros longos e a cabeça alongada. Seu nome foi erroneamente traduzido em português para braco, quando seu significado é sabujo. Por conta disso, as duas nomeclaturas são aceitas, apesar de os bracos pertencerem a outra categoria.